# Rockumentary
Il neologismo rockumentary, dall'inglese rock + documentary, indica un'opera documentaristica o cinematografica incentrata su artisti di genere rock. Il termine fu utilizzato per la prima volta nel 1969 dalla rivista Rolling Stone per descrivere il contenuto della trasmissione radiofonica History of Rock & Roll, incentrato sulla storia dei maggiori artisti del rock and roll, un genere all'epoca emergente, per poi risuonare a livello internazionale con l'uscita nel 1984 del falso documentario This Is Spinal Tap di Rob Reiner, incentrato su tematiche del genere musicale in questione.
Il termine viene spesso usato per indicare particolari film concerto incentrati su più figure musicali.

## Film rockumentary
- Charlie Is My Darling, regia di Peter Whitehead (1966) – sui Rolling Stones (distribuito nel 2012)
- Dont Look Back, regia di D. A. Pennebaker (1967) – su Bob Dylan
- Let It Be - Un giorno con i Beatles, regia di Michael Lindsay-Hogg (1969) - su The Beatles
- Gimme Shelter, regia di Albert e David Maysles (1970) – sui Rolling Stones
- Pink Floyd: Live at Pompeii, regia di Adrian Maben (1972) – sui Pink Floyd
- Cocksucker Blues, regia di Robert Frank (1972) – sui Rolling Stones
- The Song Remains the Same, regia di Peter Clifton e Joe Massot (1976) – sui Led Zeppelin
- Uragano Who (The Kids Are Alright), regia di Jeff Stein (1979) – sugli Who
- This Is Elvis, regia di Andrew Solt e Malcolm Leo (1981) – su Elvis Presley
- Bring on the Night - Vivi la notte, regia di Michael Apted (1985) – su Sting
- Rattle and Hum, regia di Phil Joanou (1988) – sugli U2
- 101, regia di D. A. Pennebaker (1989) – sui Depeche Mode
- Funky Monks, regia di Gavin Bowden (1992) – sui Red Hot Chili Peppers
- Live! Tonight! Sold Out!! , regia di Kevin Kerslake (1994) – sui Nirvana
- The Beatles Anthology, regia di Bob Smeaton, Geoff Wonfor, Kevin Godley (1995) – sui Beatles
- Oscenità e furore (The Filth and the Fury), regia di Julien Temple (1999) – sui Sex Pistols
- The Pink Floyd and Syd Barrett Story, regia di John Edginton (2001) – su Syd Barrett e i Pink Floyd
- Metallica: Some Kind of Monster, regia di Joe Berlinger e Bruce Sinofsky (2004) – sui Metallica
- No Direction Home: Bob Dylan, regia di Martin Scorsese (2005) – su Bob Dylan
- U.S.A. contro John Lennon, regia di David Leaf (2006) – su John Lennon
- Lord Don't Slow Me Down, regia di Baillie Walsh (2007) – sugli Oasis
- Il futuro non è scritto - Joe Strummer, regia di Julien Temple (2007) – su Joe Strummer e Clash
- Anvil! The Story of Anvil, regia di Sacha Gervasi (2008) – sugli Anvil
- Shine a Light, regia di Martin Scorsese (2008) – sui Rolling Stones
- Iron Maiden: Flight 666, regia di Scot McFadyen e Sam Dunn (2009) – sugli Iron Maiden
- When We Were Beautiful, regia di Phil Griffin (2009) – sui Bon Jovi
- LennoNYC, regia di Michael Epstein (2010) – su John Lennon
- Foo Fighters: Back and Forth, regia di James Moll (2011) – sui Foo Fighters
- Lemmy, regia di Greg Olliver e Wes Orshoski (2011) – su Lemmy Kilmister e i Motörhead
- Marley, regia di Kevin Macdonald (2012) – su Bob Marley
- Crossfire Hurricane, regia di Brett Morgen (2012) – sui Rolling Stones
- Foo Fighters: Sonic Highways, regia di Dave Grohl (2014) – sui Foo Fighters
- Kurt Cobain: Montage of Heck, regia di Brett Morgen (2015) – su Kurt Cobain e i Nirvana